# Tammy Baldwin
Tammy Suzanne Green Baldwin, född 11 februari 1962 i Madison, Wisconsin, är en amerikansk jurist och demokratisk politiker. Hon representerar delstaten Wisconsin i USA:s senat sedan 2013. Hon representerade Wisconsins andra distrikt i USA:s representanthus 1999–2013. 

## Biografi
Baldwin avlade 1984 grundexamen vid Smith College. Hon avlade sedan 1989 juristexamen vid University of Wisconsin-Madison. Hon arbetade därefter som privatpraktiserande jurist i Dane County. Hon var ledamot av Wisconsins delstatsförsamling 1993–1999.
Kongressledamot Scott Klug bestämde sig för att inte kandidera till omval i 1998 års kongressval. Baldwin vann valet och blev den första öppet homosexuella personen att vinna ett kongressval i USA utan att vara ämbetsinnehavare. Femton år tidigare hade för första gången en sittande kongressledamot, Gerry Studds, medgett sin homosexualitet. Hon är den första kvinnan som valts för att representera Wisconsin i den amerikanska kongressen och den första öppet homosexuella amerikanska senatorn i historien.

### USA:s senat
Den 6 november 2012 vann Baldwin senatsvalet i Wisconsin med 51 procent av rösterna, mot republikanen Tommy Thompson som fick 45 procent av rösterna.
Tammy Baldwin ställde upp i omval år 2018 för en andra mandatperiod som senator. Primärvalet för båda partier var den 14 augusti 2018. Hon kampanjade framgångsrikt för omval 2018 och besegrade Leah Vukmir. 

## Politiska positioner
Inga två amerikanska senatorer från samma delstat röstar på samma sätt mindre ofta än Baldwin och hennes republikanska kollega Ron Johnson gör.
Från och med 2012 gjorde hennes sätt att rösta henne till en av de mest liberala medlemmarna av kongressen.

## Privatliv
Baldwin och hennes sambo Lauren Azar levde tillsammans under 15 år och separerade under 2010. De registrerades som sambor i Wisconsin 2009.